# Législature d'État de la Virginie-Occidentale
Capitole de l'État de Virginie-Occidentale, Charleston
La législature d'État de la Virginie-Occidentale (en anglais, West Virginia Legislature) est l'organe législatif du gouvernement de l'État américain de Virginie-Occidentale. Institution bicamérale, la législature est composée d'une chambre basse, la Chambre des délégués (100 délégués), et d'une chambre haute, le Sénat (34 sénateurs).
Elle a été créée par l'article VI de la constitution de la Virginie-Occidentale, édictée après la séparation de l'État avec la Virginie pendant la guerre de Sécession en 1863. La législature se réunit au capitole de la Virginie-Occidentale à Charleston.
En 2014, le Parti républicain prend le contrôle la législature de l'État, alors qu'il était minoritaire au sein des deux chambres depuis les années 1930.